# 라고스문둥이박쥐
 라고스문둥이박쥐 또는 라고스졸망박쥐(Eptesicus platyops)는 애기박쥐과에 속하는 박쥐의 일종이다. 적도기니와 나이지리아, 세네갈에서 서식하는 것으로 추정하고 있다.

## 특징
중간 크기의 박쥐로 몸통 길이는 60~75mm이고 전완장은 45~50mm, 꼬리 길이는 40~49mm이다. 정강뼈는 18~20mm이고 귀 길이는 16mm이다. 털은 부드럽다. 등 쪽은 황갈색이지만 배 쪽은 크림색 또는 희끄무레한 색을 띤다. 귀는 갈색이고 비교적 짧고 둥글다.

## 생태
먹이는 곤충이다.

## 분포 및 서식지
나이지리아 라고스와 비오코섬에서만 개체가 알려져 있고 세네갈에서도 서식하는 것으로 추정하고 있다. 카카오 농장과 숲 사바나 지역에서 서식한다.